# Missatgeria instantània
La missatgeria instantània (IM) és un sistema que permet intercanviar missatges entre dues o més persones en temps real, utilitzant una xarxa de comunicacions, com per exemple Internet.
Aquests serveis han heretat algunes idees de l'antic, tot i que encara popular, sistema de conversa IRC. Cadascun d'aquests missatgers permet enviar i rebre missatges d'altres usuaris utilitzant els mateixos programes, però, darrerament han aparegut alguns clients de missatgeries que ofereixen la possibilitat de connectar-se a diverses xarxes alhora: Pidgin i Trillian.
Es poden enviar i rebre tota mena de documents i arxius, informació de contacte, ubicació, imatges i vídeos. Admeten grups de persones i llistes de distribució. Alguns clients ofereixen la possibilitat d'enviar missatges encriptats que es destrueixen al cap d'un temps determinat. L'última generació dels programes de missatgeria permet fer videoconferències i trucades mitjançant la telefonia IP.

## Història
Una primera forma de missatgeria instantània va ser implementada en el sistema PLATO utilitzat a principis de la dècada del 1970. Més tard, el sistema talk implementat en UNIX/LINUX va ser utilitzat àmpliament utilitzat per enginyers i acadèmics durant les dècades de 1980 i 1970 per comunicar-se a través d'internet. ICQ va ser el primer sistema de MI per ordinadors amb sistema operatiu diferent a UNIX/LINUX en el novembre de 1996. A partir de la seva aparició, han sorgit un gran nombre de variacions de MI. Els més populars a la primera dècada del segle XXI foren el Windows Messenger o el Google Talk.
En els primers programes de missatgeria instantània, cada lletra era enviada després d'escriure-la, d'aquesta manera les correccions dels errors també es veien en temps real. Això feia que les converses semblessin més una conversa telefònica que un intercanvi de text. En els programes actuals, habitualment, s'envia cada frase de text un cop l'hem acabat d'escriure-la. A més a més en alguns, també es permet deixar missatges, encara que l'altra part no estigui connectada(estil contestador automàtic). Una altra funció que tenen molts serveis és la possibilitat d'enviar-se fitxers.
L'any 2013, l'ús de missatgeria instantània és del 83%, segons l'estudi d'audiència d'internet realitzat per l'AIMC. En canvi el correu electrònic, segons l'AIMC, no s'ha arribat a utilitzar tan poc com el 2013 (70%) des de 1997, quan l'ús estava al 69%.

## Funcionament
El funcionament és molt senzill: tenim una llista de contactes (adreces de correu vàlides), als que hem autoritzat que sàpiguen el nostre estat (connectat, desconnectat, ocupat, enfeinat, ...), encara que podem falsejar-lo. Llavors en aquesta llista de contactes podem obrir una finestra de conversa amb els que estiguin disponibles.
A més d'usos lúdics i personals es pot emprar com a eina de gestió a l'àmbit professional. Per exemple, pot utilitzar per a compartir informació i coneixement, ajudar a la coordinació d'un grup de treball o trametre queixes i propostes.

## Avantatges i inconvenients
Com a avantatges té l'agilitat, la rapidesa i la facilitat d'ús.
Els inconvenients principals són la feble fiabilitat, la manca de servei "postvenda" i en molts clients la molt feble o manca de seguretat, tot i que tant la seguretat com la robustesa de l'aplicació depenen del client escollit. A més, no existeixen actualment eines per auditar l'ús de la missatgeria instantània i valorar-ne la seva qualitat.
El caràcter instantani d'aquest tipus de missatgeria comporta també que sigui efímer, cosa que s'ha de tenir en compte i pot ser un avantatge o inconvenient, segons l'ús. D'altra banda, per a les persones que treballen amb un ordinador de sobretaula els pot ser més còmode poder accedir i gestionar el compte des de l'ordinador, cosa que no és possible amb tots els clients, ja que alguns no tenen accés a pàgines web.

## Clients de missatgeria instantània
Els clients de missatgeria instantània són programes que serveixen per a enviar i rebre missatges instantanis amb altres usuaris connectats a Internet o altres xarxes.
Els clients principals de la missatgeria instantània mòbil, que es pot usar des de dispositius de telèfon mòbil, són:
- WhatsApp, amb 430 milions d'usuaris. Programari no lliure amb defectes de seguretat.[1]
- Line, amb 360 milions d'usuaris al món. Programari no lliure.[1]
- Telegram, amb 100 milions d'usuaris al món. Programari lliure amb llicència GPL.[1]

Altres clients de missatgeria instantània existents són Hangouts, Pidgin (multixarxa), Skype, Trillian (multixarxa), Viber o Signal.

## Protocols de connexió
- AIM
- Bonjour
- Facebook (XMPP)
- Gadu-Gadu
- Google Talk
- GroupWise
- ICQ
- IRC
- MSN
- MXit
- MySpaceIM
- SILC
- SIMPLE
- Sametime
- XMPP
- Yahoo
- Yahoo Japan